# Silangit Airport
Silangit Airport (indonesiska: Bandar Udara Silangit) är en flygplats i Indonesien.   Den ligger i provinsen Sumatera Utara, i den västra delen av landet, 1 300 km nordväst om huvudstaden Jakarta. Silangit Airport ligger 1 415 meter över havet.
Terrängen runt Silangit Airport är platt söderut, men norrut är den kuperad.Runt Silangit Airport är det ganska tätbefolkat, med 116 invånare per kvadratkilometer. I omgivningarna runt Silangit Airport växer i huvudsak städsegrön lövskog.